# ورنان هیل
ورنان هیل (انگلیسی: Vernon Hill؛ زادهٔ ۱۸ اوت ۱۹۴۵) بانکدار و کارآفرین اهل ایالات متحده آمریکا است، که در سال ۲۰۱۰ مترو بنک را تأسیس کرد.